# Móng tay giả

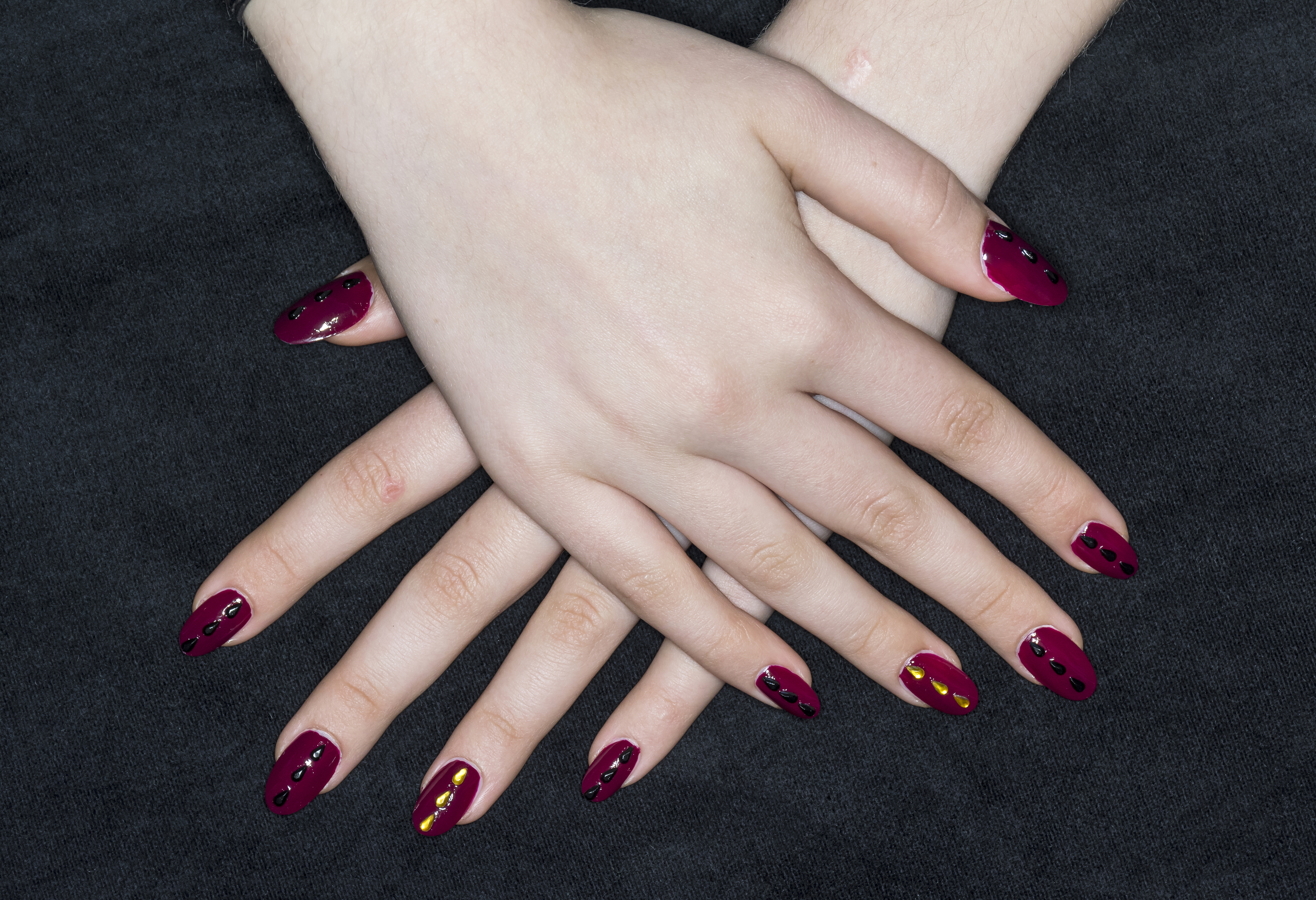
Móng tay giả

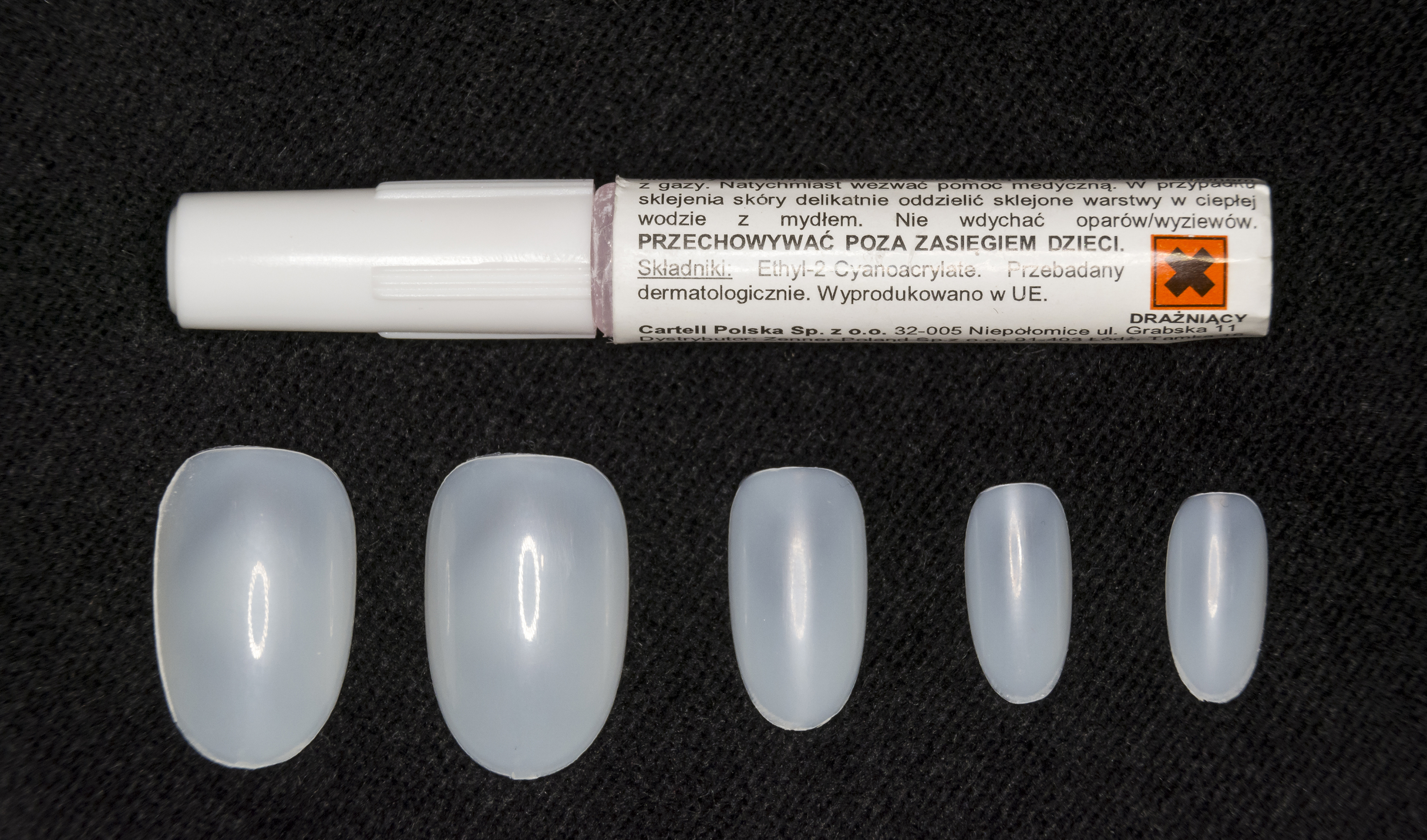
Móng tay giả và keo dán

Móng tay giả, còn được gọi là móng tay thời trang, khoác móng tay hay nối dài móng tay là vật bao phủ trên móng tay như là phụ kiện thời trang. Một số móng tay giả được thiết kế cố gắng bắt chước vẻ ngoài của móng tay thật sao cho giống nhất có thể. Trong khi các mẫu thiết kế khác có thể cố tình lạc hướng so với vẻ ngoài móng tay thật nhằm mang tính nghệ thuật.
Không giống hầu hết móng tay cắt sửa, móng tay giả đòi hỏi phải được bảo dưỡng thường xuyên. Lời khuyên rằng người dùng nên chăm chút, trung bình, hai tuần một lần, tuy nhiên cũng có thể kéo dài chu kỳ đến khoảng một tháng. Dù sao, tính linh hoạt về hình dạng và thiết kế cùng độ bền tương đối cao là một số lợi thế mà móng tay giả có so với các loại móng tay cắt sửa khác.

## Phân loại
Móng tay giả là phần mở rộng chứ không phải thay thế cho móng tay tự nhiên. Có hai cách phương pháp chính để tạo ra móng tay giả— phần đỉnh và hình dáng :
- phần đỉnh làm bằng miếng nhựa nhẹ hình “chiếc móng” được dán vào phần đáy của móng tự nhiên;
- hình dáng được tạo tác thành tấm lá với một mép dính đại khái được quấn quanh đầu ngón tay.

Chóp trên cùng, có thể thoa acrylic, gel cứng hoặc bất kỳ cách kết hợp nào của cả hai thứ. Phần đỉnh có nhiều kiểu dáng khác nhau, từ đồng nhất màu như gel hay sơn móng thông thường đến dạng thiết kế đồ họa như hình động vật và màu kim loại. Móng tay giả có thể được tạo hình, cắt và dũa thành nhiều hình dạng khác nhau, bao gồm hình vuông, bầu dục vuông, tròn, hạt hạnh nhân, diễn viên múa/móng ngựa hoặc dao nhọn.

### Móng bột
Móng bột được làm từ thủy tinh acrylic (PMMA). Khi trộn với một monome lỏng (thường là ethyl methacrylate trộn với một số chất ức chế), định hình nên dạng chuỗi hạt dễ nắn uốn. Hỗn hợp này bắt đầu đóng rắn ngay lập tức, tiếp tục cho đến khi rắn hoàn toàn trong vài phút.

### Móng gel
Móng gel có thể được sử dụng để tạo đoạn móng tay giả kéo dài, nhưng cũng có thể được sử dụng như sơn móng. Chúng được đông cứng bằng tia cực tím. Chúng tồn tại lâu hơn sơn móng thông thường và không bị bong tróc. Chúng có độ bóng cao và kéo dài từ hai đến ba tuần.
Móng gel bám chắc, mặc dù không chắc bằng móng bột hay sợi thủy tinh và có xu hướng đắt hơn.
Axeton không làm tan móng gel, vì vậy tại tiệm làm móng tẩy trang bằng cách giũa móng. Giũa nhiều lần có thể khiến cho phiến móng mỏng dần.
Một đoạn móng gel nối dài mới đã được tạo ra vào khoảng năm 2017, thường được gọi là Gel-X. Là loại đầu móng gel mềm, được cắt trước theo nhiều kiểu và độ dài khác nhau, bao phủ toàn bộ lớp móng cho đến cuối móng. Gel-x được làm phẳng bằng cách phủ chất kết dính PH (chất khử nước) trước tiên, sau đó là lớp sơn lót gel không chứa axit. Cuối cùng, móng được dán bằng cách sử dụng gel kết dính được cho khô bằng cách sử dụng ánh sáng UV / LED xanh lam. Quá trình tẩy trang móng gel-x, hòa tan trong axeton trong 20 phút, tốt hơn vì nó không tẩy đi các lớp móng tự nhiên. Gel-X sẽ lý tưởng cho những người quan tâm đến cách duy trì sức khỏe móng tay tự nhiên.

### Bọc móng
Bọc móng được hình thành bằng cách cắt các mảnh sợi thủy tinh, vải lanh, vải lụa hoặc vật liệu khác để vừa với bề mặt móng (hoặc một đầu được gắn trước đó), để dán lên móng tay bằng một lớp nhựa thông hoặc keo. Chúng cung cấp độ khỏe cho móng nhưng không được sử dụng để kéo dài móng. Nó cũng có thể dùng để sửa chữa móng tay bị gãy.  Tuy nhiên, cách này tốn kém hơn.

### Móng típ
Móng típ được gắn vào móng tự nhiên để kéo dài độ dài của nó. Chúng chỉ tồn tại trong 7–10 ngày.

## Lịch sử
Trong lịch sử, móng tay giả là biểu tượng phổ biến thể hiện địa vị cao quý:
- Vào triều đại nhà Minh của Trung Quốc, phụ nữ quý tộc đeo móng tay giả rất dài như một biểu tượng địa vị ra dấu, không giống như thường dân, họ không phải lao động chân tay. Thời nhà Thanh, Từ Hy thái hậu giấu thuốc độc trong móng tay giả để phòng thân.[11][13]
- Vào đầu thế kỷ XIX ở Hy Lạp, nhiều phụ nữ thượng lưu đeo vỏ hồ trăn trên móng tay của họ, từ từ lan truyền xu hướng móng tay giả trên khắp châu Âu.[cần dẫn nguồn]
- Phụ nữ Ai Cập đeo móng tay nối dài làm từ xương, ngà voi và vàng như một dấu hiệu thể hiện địa vị do những vật liệu này là thứ xa xỉ chỉ dành cho những người giàu có.[cần dẫn nguồn]

"Các thí nghiệm sớm nhất và móng tay giả thành phẩm đã sử dụng hỗn hợp monome và polyme được tô thoa lên móng và căng rộng trên một khuôn đỡ. Cấu trúc này đông cứng lại và khi phần khuôn đỡ được tháo ra, tạo hình dạng trông như một phần kéo dài tự nhiên của phiến móng. Các vật liệu nha khoa này là hóa chất có tên theo 'nhóm' acrylic: do đó móng bột (acrylic) được tạo ra. Tất cả chất liệu về sau được sử dụng cũng thuộc về nhóm acrylic, nhưng thuật ngữ 'móng tay bột' được đúc theo phương pháp sử dụng monome lỏng và polyme bột." 
Năm 1878, Mary E. Cobb mở tiệm làm móng đầu tiên ở Manhattan. Bà mở tiệm sau khi học dưỡng móng ở Pháp và kết hôn với bác sĩ chuyên khoa chân, J. Parker Pray. Trong những năm 1920, móng tay ngắn được cắt tỉa cẩn thận là biểu tượng của sự giàu có. Revlon phát hành lần đầu vào năm 1932 với chỉ một sản phẩm duy nhất là men móng công thức lâu trôi. Năm 1954, Fred Slack, một nha sĩ, đã làm gãy móng tay của mình khi làm việc và tạo ra một chiếc móng tay nhân tạo để thay thế tạm thời trông giống như thật. Sau khi thử nghiệm với chất liệu khác nhau để hoàn thiện phát minh của mình, ông và anh trai, Tom, đã được cấp bằng sáng chế cho phiên bản thành quả và thành lập công ty Patti Nails. Fred Slack đã sử dụng thiết bị nha khoa và hóa chất để thay thế móng tự nhiên của mình, nhưng theo thời gian, quá trình này đã thay đổi đáng kể.
Vào cuối thế kỷ 20, móng tay giả cho phụ nữ trở nên phổ biến rộng rãi trên toàn thế giới. Trong thời đại ngày nay thậm chí còn có các cuộc thi tạo mẫu móng tay. Giám khảo chấm thi tìm kiếm sự nhất quán từ móng đến móng. Họ cũng đánh giá xem móng tay có hoàn thiện cho bàn tay của người mẫu hay không. Nếu móng tay đẹp nhưng quá dài so với tay người mẫu, giám khảo sẽ trừ điểm. Các đối thủ sẽ được đánh giá về tính ngăn nắp của không gian làm việc và cách sắp xếp của họ.

## Ảnh hưởng sức khỏe

### Lợi ích nhận biết
Móng bột giúp che khuyết điểm hoặc sửa chữa các vết gãy, hư hỏng, ngắn hoặc bị xem là "không mong muốn" của móng. Chúng cũng giúp ngăn ngừa hành vi cắn, gãy và tách móng. Chúng được sử dụng khi người dùng không thể phát triển chiều dài và độ chắc khỏe của móng tay tự nhiên như họ mong muốn. Vấn đề này có thể được giải quyết bằng cách sử dụng một số kỹ thuật làm móng nhất định như cắt móng, đắp móng, quấn móng hoặc phủ bột. Khi tẩy trang không đúng cách, móng bột thường làm hỏng móng tự nhiên. Một thợ làm móng có kinh nghiệm nên hỗ trợ việc này để đảm bảo sức khỏe cho móng.

### Rủi ro sức khỏe
Nếu được lắp đúng cách, móng tay giả thường không có vấn đề gì. Tuy nhiên, việc sử dụng lâu dài và móng tay không vừa vặn có thể làm hỏng lớp móng nghiêm trọng và cản trở sự phát triển tự nhiên của móng. Vấn đề phổ biến nhất liên quan đến móng tay giả là nhiễm nấm có thể phát triển giữa móng giả và móng tự nhiên.
Khi móng tay giả được dán lên bề mặt móng tay tự nhiên, các chấn thương nhỏ đối với móng tay giả có thể xảy ra từ một việc vô hại như cào móng tay vào bề mặt cứng có thể khiến móng bị tróc ra khỏi lớp móng. Điều này khiến vi khuẩn và nấm có khả năng xâm nhập vào khu vực ngăn cách gây nhiễm trùng. Nhiều bệnh viện và cơ sở chăm sóc sức khỏe không cho phép nhân viên để móng tay dài, dù là giả hay thật, do nguy cơ khi móng tay chứa vi khuẩn có thể truyền bệnh cho bệnh nhân. Nhiễm trùng cũng có thể là một nguy cơ khi móng tay được một tiệm móng không uy tín đắp tô mà không tuân thủ các quy trình vệ sinh.
Từ quan điểm sức khỏe nghề nghiệp, có thể có những nguy cơ đối với thợ làm móng khi tiếp xúc với khói hóa chất từ móng tay giả trong suốt buổi làm việc của họ. Ethyl methacrylate có thể được dùng cho móng tay giả và có thể gây viêm da tiếp xúc, hen suyễn và dị ứng ở mắt - mũi. Thợ tiệm móng cũng phải đối mặt khi tiếp xúc với các hóa chất khác được dùng, chẳng hạn như toluene, dibutyl phthalate và formaldehyde. Các sản phẩm được sử dụng để đắp móng bột cũng có thể dễ cháy.
Tiếp xúc với metyl metacrylat (tiền thân của thủy tinh acrylic) có thể gây buồn ngủ, choáng váng và run tay, và do đó nó đã bị cấm sử dụng trong thẩm mỹ ở phần lớn các bang tại Hoa Kỳ. Một số dấu hiệu cho biết tiệm móng vẫn đang sử dụng MMA có thể là giá cả thấp hơn đáng kể so với hầu hết các tiệm móng khác. Sẽ có mùi hăng và nồng bất thường. Ngoài ra, thợ làm móng thường đeo khẩu trang để tránh hít phải hóa chất độc hại.